# История Лондона
История Лондона — крупнейшего города и столицы Великобритании — насчитывает, по крайней мере, 1982 года. Согласно легенде, Лондон был основан Брутом Троянским и назван Troia Nova (с латыни Новая Троя). Однако это предание не подтверждается археологическими раскопками, и считается, что Лондон основали римляне в 43 году н. э.
Изначально это было небольшое поселение площадью около 0,8 км2. После ухода римлян Лондон был заброшен и пришёл в упадок. В VI веке вокруг стали селиться саксы и к концу IX века старый центр Лондона начал восстанавливаться. В последующие века, при изменяющихся правителях Лондон был центром территории, которая трансформировалась в Великобританию.
Лондон сильно вырос за время XIX века. Во время Второй мировой войны город подвергся серьёзным разрушениям, после неё многие исторические районы были заменены новыми. В настоящее время Лондон является одним из экономических и юридических центров мира, на его территории находятся штаб-квартиры ведущих международных фирм.

## Этимология
Этимология названия Лондон не определена. Существует множество различных теорий о происхождении названия: большинство из них неправдоподобно и безосновательно, а некоторые похожи на правдоподобные. Но достаточных доказательств не имеет ни одна из версий.
При римлянах город назывался Лондиниум. Это название считается доримским (и, возможно, докельтским), но нет подтверждённых теорий о его значении. Римляне очень часто перенимали названия городов и территорий, принятые у коренных народов. Общепринятая теория гласит, что название происходит от кельтского топонима Лондинион от слова lond, значащего 'дикий'.
Англосаксы основали неподалёку от покинутого римлянами города своё поселение Люнденвик. Первая часть слова была взята от старого названия, а суффикс вик в древнеанглийском языке означал 'торговый город', так что Люнденвик значило «лондонский торговый город».
В 886 году Альфред занял территорию Лондона и снова превратил его в населенное место. Для обороны королевства он начал сооружать укрепленные поселения, которые в англосаксонском языке назывались «burh». Лондон стал одним из таких поселений под именем Люденбург (Ludenburh). Позднее это название трансформировалось путём отсечения второго корня в современное нам наименование города. После нормандского завоевания город некоторое время назывался во франкоязычных источниках Lundres, в латинских — Lundonia.
Среди неофициальных названий города: The Big Smoke и The Great Wen. Когда-то англичане называли Лондон The Big Smoke (или The Great Smog). Это название можно буквально перевести как «Большой дым». Связано это определение, разумеется, со знаменитым лондонским смогом XIX—XX веков. Другое неофициальное название города — The Great Wen. Wen — это старое английское слово, которое переводится буквально как «фурункул», что в этом контексте означает «перенаселённый город». Что касается прозвищ районов, то Сити часто также называют «квадратной милей», поскольку район по площади чуть превышает квадратную милю. Эти два тропа также используются для обобщенного обозначения финансового сектора британской экономики, поскольку большинство финансовых компаний и банков на протяжении нескольких веков по традиции концентрировалось в Сити.

## Ранняя история

### Легенда об основании
В соответствии с легендой из «Истории королей Британии» Гальфрида Монмутского, Лондон был основан Брутом Троянским после его победы над гигантами Гогом и Магогом и был назван Caer Troia, Troia Nova (с латыни Новая Троя), который, по мнению псевдо-этимологии, был переименован в Триновантум. Тринованты были племенем, которое населяло территорию до прихода римлян.
Однако, несмотря на интенсивные раскопки, археологи не обнаружили никаких признаков мощного доисторического племени на этой территории. Там были найдены доисторические находки, свидетельства о сельском хозяйстве, захоронения и следы жилья, но ничего более существенного. В настоящее время считается маловероятным, что доримский город существовал, но римские поселения исследованы не до конца, и точные данные пока не получены.
Во времена первобытного общества, скорее всего Лондон был сельской местностью с разбросанными домами. Богатые находки, как щит из Баттерси, найденный в Темзе рядом с Челси, доказывает значимость территории; возможно, были важны населённые пункты в Эгхэме и Брентфорде, также существовало укрепление в Уппале, но не было поселения рядом с Лондиниумом.

### Лондиниум
Лондон был основан в 43 году н. э., во время вторжения в Британию римлян во главе с императором Клавдием. Ранний Лондиниум занимал очень маленькую площадь, сравнимую с размером Гайд-парка. В XIX веке археологами было установлено, что длина города с востока на запад составляла примерно 1 милю (ок. 1,6 км), а с севера на юг — примерно 0,5 мили (ок. 0,8 км). Существует теория, что уже ко времени вторжения на этой территории существовало крупное поселение, но во время археологических раскопок ничего, что бы подтвердило эту версию, не было обнаружено. Впрочем, на бо́льшей части исторического центра раскопки не проводились, и существование поселения до вторжения полностью отрицать нельзя.
Примерно в 60 году н. э. город подвергся атаке бриттской королевы Боудикки (Боадицеи) и значительная часть Лондона была предана огню. Римляне ответили на это захватом примерно 80 000 бриттов. Вскоре после этого состоялось сражение между бриттами и римлянами. По устоявшемуся мнению, битва произошла на месте современного вокзала Кингс-Кросс, а Боудикка, потерпев поражение, покончила с собой, приняв яд. Римляне восстановили город за несколько лет, по чёткому городскому плану. Вскоре Лондиниум стал одним из важнейших населённых пунктов Римской Британии. Во II веке он достиг расцвета — к 100 году Лондиниум стал столицей Британии, сменив Колчестер, население составляло около 60 000 человек. В городе находились важнейшие административные здания, к примеру базилика, термы, амфитеатр и большой форт с городским гарнизоном. Однако из-за политической и экономической нестабильности с III века наблюдается спад в развитии.
Примерно в 200 году Британия была разделена на две части — Верхнюю и Нижнюю. Лондиниум стал столицей Верхней Британии. В некоторое время между 190 и 225 римляне построили оборонительную Лондонскую Стену вокруг города в сторону берега. Длина стены составляла около 3 километров, высота 6 метров, и толщина 2,5 метра.
В конце III века Лондиниум несколько раз подвергался набегам саксонских пиратов. Из-за этого около 250 года были построены несколько дополнительных стен вдоль реки. Стена простояла 1600 лет и определила современный периметр Лондона. 6 из 7 традиционных ворот Лондона построены римлянами, а именно: Ludgate, Newgate, Aldersgate, Cripplegate, Bishopsgate и Aldgate. В конце IV века Британия была разделена заново, и Лондиниум стал столицей провинции Максима Цезаренсис. В V веке римляне оставили Лондиниум, и город стал постепенно заселяться бриттами. После этого город был практически заброшен.

## Лондон в Средние века

### Англосаксонский Лондон
До недавнего времени считалось, что англосаксонские поселения не строились рядом с Лондиниумом. Однако, открытое в 2008 году англо-саксонское кладбище в Ковент-Гарден показало, что англо-саксонцы начали селиться там с начала VI века. Основная часть поселения находится за пределами городских стен. Он был известен как Люнденвик, суффикс -вик здесь означает торговое поселение. Недавние раскопки также показали плотность населения и относительно сложную городскую организацию раннего англосаксонского Лондона.
В раннем англосаксонском Лондоне жили люди, известные как средние саксонцы. Однако, в начале VII века территория Лондонского района была включена в королевство Эссекс. В 604 году король Саберт крестился, и в Лондон прибыл Меллит, первый епископ после римлян. В это время в Эссексе правил Этельберт Кентский, и под его покровительством Меллит основал Собор Святого Павла. Считается, что собор был основан на месте старого римского храма Дианы (хотя Кристофер Рен не обнаружил никаких доказательств этому). Это была только скромная церковь, и, возможно, её разрушили после изгнания Меллита сыновья Саберта, бывшие язычниками. Утверждение христианства на востоке саксонского королевства произошло в правление Сигеберта II в 650-х годах. В течение VIII века королевский дом Мерсии расширил своё господство над юго-восточной Англией. Господство Мерсии над Лондоном установилось в 730-х годах.
Викинги становились всё более сильным народом в IX веке. Лондон был атакован в 842 году и снова в 851 году. Датская «Великая языческая армия» бесчинствовала по всей Англии с 865 и зимовала в Лондоне в 871 году. Город оставался в руках у датчан до 886 года, когда был захвачен войском короля Альфреда Великого из Уэссекса и присоединён к Мерсии. После этого под покровительством Альфреда Великого там правил его вассал эльдормен Этельред II. Примерно в это время центр города для защиты переместился за старые римские стены, и город стал известен как «Ланденбург». Римские стены были отремонтированы и вдобавок вырыты рвы, вероятно, в это же время был перестроен мост. Второе укреплённое Боро было основано на южном берегу в Саутворке.
Лондон начал развивать своё собственное самоуправление. После смерти Этельреда в 911 году он стал частью Уэссекса. Хоть он и столкнулся с конкуренцией политически превосходящего его центра западных саксов Уинчестера, размеры и богатство Лондона принесли ему неуклонно возрастающее значение центра политического сосредоточия. Король Этельстан провёл множество собраний витенагемота в Лондоне и издал оттуда свои законы, в то время как король Этельред Неразумный издал законы Лондона в 978 году.
Во время правления Эльтереда вознобновились нападения викингов на Лондон. В 994 году Лондон был безуспешно атакован армией во главе с королём Дании Свеном Вилобородым. В 1013 году датская атака окончилась плачевно для англичан. Лондон отбил датские атаки, однако остальная часть страны сдалась Свену, но к концу года Лондон капитулировал, и Этельред бежал за границу. Свен правил всего пять недель, после чего умер, Эльтеред снова стал королём. Но сын Свена Кнуд вернулся с армией в 1015 году. После смерти Этельреда в 1016 году его сын Эдмунд Железнобокий был провозглашён королём и уехал собирать силы в Уэссекс. Лондон подвергался осадам Кнуда, но был освобождён армией короля Эдмунда. Когда Эдмунд вернулся в Эссекс, Кнуд опять напал, но безуспешно. Однако, Кнуд победил Эдмунда в Битве при Ашдоуне и завоевал всю Англию к северу от Темзы, включая Лондон. После смерти Эдмунда Кнуд получил контроль над всей страной.
Норвежские саги рассказывают о битве, произошедшей, когда король Этельред вернулся атаковать оккупировавшие Лондон датские войска. Согласно саге, датчане выстроились на Лондонском мосту и осыпали нападавших копьями. Не испугавшись, атакующие сняли с ближних домов крыши и, находясь на кораблях, укрывались ими. Защищённые, они смогли подобраться к мосту настолько близко, чтобы прикрепить к мосту верёвки, сбросить викингов, и освободить Лондон от оккупации. Эта история предположительно произошла во время возвращения Эльтереда после смерти Свена в 1014 году, но убедительных доказательств этому нет.
После пресечения династии Кнуда в 1042 году англосаксонское правление было восстановлено Эдуардом Исповедником. Он основал Вестминстерское аббатство и провёл большую часть времени в Вестминстере, который с этого времени стал центром правительства. Смерть Эдуарда привела к спору за преемственность и завоеванию Англии норманнами. Граф Гарольд Годвинсон был избран народным собранием и коронован в Вестминстерском аббатстве, однако вскоре был побеждён и убит нормандским герцогом Вильгельмом в битве при Гастингсе. Уцелевшие члены витенагемота встретились в Лондоне и избрали новым королём молодого Эдгара Этелинга. Норманны продвинулись по южному берегу Темзы и встали напротив Лондона. Они победили английское войско и сожгли Саутворк, но не смогли взять штурмом мост. Они продвинулись вверх по течению и перешли реку, чтобы напасть на Лондон с северо-запада. Решимость англичан рухнула, и представители города вместе с аристократами и священниками вышли навстречу Вильгельму, чтобы проводить его в Беркхамстед. По некоторым данным, произошло несколько стычек, когда норманны дошли до города. Вильгельм был коронован в Вестминстерском аббатстве.

### Лондон в высокое и позднее средневековье
При норманнском режиме в городах строились новые крепости для подчинения местного населения. Наиболее важной из них был Тауэр в восточной части города, где на месте ранних деревянных укреплений появился первый каменный замок в Англии. Король Вильгельм в 1067 году издал хартию, утверждающую права, льготы и законы города.
В 1097 году Вильгельм II, сын Вильгельма Завоевателя начал строительство «Вестминстер-Холла», который стал центром Вестминстерского дворца.
В 1176 году началось сооружение одного из самых известных воплощений Лондонского моста (завершено в 1209), который был построен на месте более ранних деревянных мостов.
Этот мост простоял 600 лет, и оставался единственным мостом через Темзу до 1739 года.
В 1216 году во время первой баронской войны Лондон был осаждён принцем Франции Людовиком, которого вызвали бароны, восставшие против короля Иоанна. Людовик был провозглашён королём Англии в старом соборе Святого Павла. Однако, после смерти Иоанна в 1217 году сторонники Людовика перешли на сторону Плантагенетов, сплотившихся вокруг сына Иоанна Генриха III, и Людовик был вынужден уйти из Англии.
В течение последующих веков в Англии активно насаждалась нормандская политика. Нормандское завоевание внедрило в Англии феодальную культуру рыцарства на основе её французских образцов. Древнеанглийский язык был вытеснен из сферы управления, а языком администрации и общения господствующих социальных слоёв стал нормандский диалект французского языка. Около трёхсот лет англо-нормандский диалект господствовал в стране и оказал большое влияние на формирование современного английского языка.
Впрочем, в повседневной жизни французское культурное и языковое влияние быстро снизилось до неразличимо малого уровня.
Во время крестьянского восстания в 1381 году Лондон был захвачен повстанцами во главе с Уотом Тайлером. Крестьяне захватили лондонский Тауэр и казнили лорд-канцлера, архиепископа Симона Садбери и лорда-казначея. Крестьяне разграбили город и подожгли множество зданий. Тайлера убили во время переговоров и восстание утихло.
В 1100 году население Лондона было несколько больше чем 15000. В 1300 году оно выросло до 80 000. Лондон потерял по меньшей мере половину своего населения во время эпидемии чумы в середине XIV века, но его экономическое и политическое значение стимулировало быстрое восстановление, несмотря на дальнейшие эпидемии.
В средневековом Лондоне было много узких и извилистых улочек, большинство зданий построено из горючих материалов, таких как древесина и солома, что делало их пожароопасными. Санитария в городе была плохая.

## Новая история

### Лондон при Тюдорах (1485—1603)
| Панорама Лондона в 1543 году | Панорама Лондона в 1543 году | Панорама Лондона в 1543 году |
| ---------------------------- | ---------------------------- | ---------------------------- |
| Section 1                    | Section 2                    | Section 3                    |

Во время Реформации Лондон был центром раннего протестантизма в Англии. Его тесные торговые связи с протестантским центром в северной континентальной Европе, крупные иностранные общины, большое число грамотных жителей и роль центра торговли английского королевства, всё это способствовало распространению новых идей религиозных реформ. До Реформации, более половины площади Лондона было собственностью монастырей и других церковных домов. Таким образом, проведённый Генрихом VIII роспуск монастырей оказал глубокое влияние на город, так как почти всё это имущество перешло в другие руки. Этот процесс начался в середине 1530-х годов, и к 1538 году большинство крупных монашеских домов были упразднены.
В последующий период Лондон быстро набирает торговое влияние в Европе. Торговля расширилась за пределы Западной Европы в Россию, Северную и Южную Америку. Это был период меркантилизма и монополии торговых компаний, таких как Московская компания (1555) и Британская Ост-Индская компания (1600) созданными в Лондоне. В конечном итоге англичане пришли к власти в Индии. Иммигранты прибывали в Лондон не только со всей Англии и Уэльса, но из-за рубежа, например, гугеноты из Франции. Население выросло с примерно 50 000 в 1530 году до 225 000 в 1605. Расширение использования прибрежного судоходства увеличивало богатство и население Лондона.
Первое общедоступное театральное здание в Лондоне появилось в 1576 году за городской чертой в Шордиче. Театр, получивший название «Театр», был построен Джеймсом Бёрбеджем по образу гостиничного двора, где давали свои представления труппы бродячих актёров. В 1598 году владелец земли, на которой располагался «Театр», повысил арендную плату. Здание было разобрано, строительный материал использовали для сооружения нового театра, получившего название «Глобус», на другом берегу Темзы.
К 1592 году в Лондоне было уже три театра. Все они располагались за пределами города: городской совет, в котором были сильны позиции фанатически настроенных пуритан, считал театры рассадниками чумы, кроме того они были местом сбора большого количества публики, не всегда благонадёжно настроенной. Но сама королева любила театр и городским властям приходилось с этим мириться. Спектакли давались в общедоступных театрах под тем предлогом, что актёрам надо репетировать пьесы перед вызовом к королевскому двору. Выступления при дворе были престижны, но основной доход приносили именно общедоступные театры.
Театр был популярным развлечением не только аристократов, но и низших слоёв общества. Успех драмы как зрелища объясняется формой, заимствованной у народных представлений, обращением к чувству патриотизма публики, злободневностью: события, волновавшие зрителей не раз становились сюжетом представления.
В школах и университетах пьесы писались и разыгрывались учениками и преподавателями. Первые пьесы елизаветинского театра были созданы любителями — воспитанниками школ барристеров (Судебных Инн) в Лондоне. Драма стала способом зарабатывания денег для людей с университетским образованием, которые по тем или иным причинам не могли сделать светскую или церковную карьеру. Так первыми английскими драматургами стали памфлетисты Грин, Нэш, Пил, Кид, писавшие народные драмы. В отличие от них Джон Лили создавал изящные утончённые комедии, которые ставились в основном при дворе. Для развлечения зрителей он первым из елизаветинских драматургов начал вставлять в пьесы, написанные рифмованным стихом, небольшие прозаические интермедии, представлявшие собой остроумные диалоги. Благодаря роману Лили «Эвфуэс» в моду вошёл вычурный язык, на котором говорила придворная аристократия. Этим же сложным языком написаны драмы елизаветинского театра.
Великим драматургом этого времени был Уильям Шекспир.

### Лондон при Стюартах (1603—1714)
Расширение Лондона за пределы города было окончательно установлено в XVII веке. Считалось, что сельская жизнь не способствует здоровью, но некоторые аристократы проживали в загородных резиденциях в Вестминстере. Сразу на севере от Лондона находился Мурфилдс, только недавно начавший осваиваться и посещавшийся в основном путешественниками, которые пересекали его, чтобы попасть в Лондон. Рядом с ним находились Финсбурские поля, излюбленное место для тренировок в стрельбе из лука.
Подготовка к коронации Якова I была прервана тяжёлой эпидемией чумы, когда, возможно, погибло более 30 000 человек. Монастырь Чатерхаус, который несколько раз перекупался придворными, в конце концов был куплен Томасом Саттоном за £ 13000. Новая больница, часовня и школа были заложены в 1611 году. Школа в Чартерхаусе была одной из главных публичных школ в Лондоне, пока в Викторианскую эпоху не переехала в Суррей. В наше время здание используется Лондонской школой медицины и стоматологии.
Обычным местом встреч лондонцев были ступени Старого собора Святого Павла. Торговцы вели дела между колонн, адвокаты назначали клиентам встречу около конкретной колонны, безработные искали работу. Двор собора Св. Павла было центром книжной торговли, а Флит-стрит центром общественных развлечений. Выросла популярность театров в обществе. При королевском дворе процветало развлечение для аристократии — театр масок.
Карл I взошёл на трон в 1625 году. Во время его правления, аристократы стали переселяться в Вест-Энд. Кроме тех людей, которые занимали должности при дворе, всё большее число землевладельцев часть года проводило в Лондоне. Это давало им возможность жизни в большом обществе. Около 1629 года в Лондоне построили Линкольнс-Инн-Филдс. Площадь в Ковент-Гардене была спроектирована архитектором Иниго Джонсом около 1632 года, вскоре после этого были построены соседние улицы, названные в честь членов королевской семьи.
В январе 1642 года король приказал арестовать пять членов парламента, но в Лондоне им было дано укрытие. В августе того же года король уехал в Ноттингем. В гражданской войне Лондон принял сторону парламента. Первоначально король одерживал верх в военном плане, а в ноябре он победил в битве при Брентфорде, несколько западнее Лондона. Город создал временную армию и Карл отступил. Впоследствии для защиты Лондона от нападений роялистов была построена разветвлённая система укреплений, представлявшая собой мощный земляной вал, укреплённый бастионами и редутами. Он выходил далеко за пределы городских стен и охватывал весь город, в том числе Вестминстер и Саутворк. Лондон не был серьёзно подвержен угрозам роялистов, и финансовые ресурсы города внесли важный вклад в победу парламента.
Антисанитарный и переполненный Лондон страдал от многочисленных вспышек чумы на протяжении веков, но в Англии последнюю крупную вспышку помнят как «великую эпидемию чумы в Лондоне». Это произошло в 1665 и 1666 годах, когда погибло около 60 000 человек, что составляло одну пятую часть населения. Сэмюэл Пипс, оставивший ценные свидетельства о повседневной жизни лондонцев периода Реставрации, описал эпидемию в своём дневнике.
Сразу за великой чумой пришла другая катастрофа. В воскресенье, 2 сентября 1666 года Великий лондонский пожар вспыхнул в 1:00 утра в пекарне на Пудинг-лейн в южной части города. Восточным ветер усилил распространение огня, остановить его вовремя не смогли. Во вторник ночью порывы ветра уменьшились, а в среду огонь ослабел. В четверг он был потушен, но вечером того же дня пламя снова разгорелось. В память о трагедии был установлен монумент.
Огонь уничтожил около 60 % территории города, в том числе старый собор Святого Павла, 87 приходских церквей и королевскую биржу. Однако число погибших было на удивление мало, по предположениям не больше 16. Через несколько дней после пожара, королю были представлены три плана на восстановление города. Авторами были Кристофер Рен, Джон Ивлин и Роберт Гук. Рен предложил построить две основные магистрали с севера на юг, и с востока на запад. Все церкви должны были находиться на видном месте. Он хотел построить причал на берегу реки. План Ивлина отличался от плана Рена главным образом отсутствием набережной или террасы вдоль реки. Эти планы не были реализованы, и перестройщики в основном следовали старым планам, так что планировка современного Лондона очень похожа на старую.
Тем не менее, новый город отличается от старого. Многие аристократические жители не вернулись, предпочитая построить новые дома в Вест-Энде, модном новом районе рядом с королевской резиденцией. В сельской местности, такой как Пикадилли, было выстроено множество особняков. Таким образом, дистанция между средним классом и аристократическим миром уменьшалась. В самом городе происходил переход от деревянных зданий к зданиям из камня и кирпича для уменьшения риска возникновения пожара. Парламент высказал мнение: «кирпичные здания не только более красивые и прочные, но и более безопасные в отношении будущих пожаров». С тех пор только двери, оконные рамы и витрины было разрешено делать только из дерева.
План Кристофера Рена не приняли, но архитектор был назначен руководителем восстановления разрушенных приходских церквей и собора Святого Павла. Собор в стиле барокко стал главным символом Лондона, по крайней мере на полтора века. Тем временем, Роберт Гук занимался реконструкцией домов города в районах, располагающихся непосредственно к востоку от городских стен (например Ист-Энда), которые стали интенсивно заселяться после Великого пожара. Лондонские доки стали расти вниз по течению, привлекая многих рабочих людей, которые работали в доках. Эти люди жили в таких районах как Уайтчепел, как правило, в условиях трущоб.
В это время был основан Банк Англии, и британская Ост-Индская компания расширила своё влияние. Lloyd’s of London также начал работу в XVII веке. Многие товары доставлялись из Америки и Азии, к примеру шёлк, сахар, чай и табак. Лондон был очень большим центром торговли.
Вильгельм III Оранский болел астмой, поэтому он оставил дымный город и переехал в Кенсингтонский дворец. Кенсингтон тогда был небольшой деревней, но из-за переезда короля скоро приобрёл значение. Дворец редко посещался последующими монархами, но его строительство стало очередным этапом расширения границ Лондона. Во время правления королевы Анны был издан указ о строительстве 50 новых церквей, чтобы обслуживать значительно увеличившееся население, проживающее за пределами Лондона.

### XVIII век
XVIII век был периодом быстрого развития Лондона, увеличения численности населения страны, начала промышленной революции.
В 1707 году был принят Акт об Унии, объединивший Шотландию и Англию в единое королевство Великобритания. Годом позже, в 1708 году шедевр Кристофера Рена, Собор Святого Павла был завершён в день его рождения. Тем не менее, первая служба была проведена уже 2 декабря 1697 года; больше, чем за 10 лет до окончания строительства. Этот собор заменил оригинальный собор Святого Павла, который был полностью разрушен во время великого лондонского пожара. Это здание считается одним из лучших в Великобритании и является прекрасным примером архитектуры эпохи барокко.
Многие торговцы из разных стран приезжали в Лондон для покупки и продажи товаров. За счёт притока иммигрантов население города выросло на порядок. Всё больше людей переезжали в Лондон в поисках работы. Победа Англии в Семилетней войне увеличила международный авторитет страны и открыла новые крупные рынки для английских торговцев, что привело к повышению благосостояния населения.
В георгианскую эпоху Лондон рос ускоренными темпами. Для богатых жителей Вест-Энда были возведены новые районы, например, Мейфэр, новые мосты через Темзу способствовали ускорению развития южных и восточных районов.
В 1762 году Георг III приобрёл Букингемский дворец (тогда известный как «дом») у герцога Букингемского. В течение следующих 75 лет велась перестройка дворца, который стал официальной лондонской резиденцией британских монархов.
В XVIII веке в Лондоне стали популярны кафе как место для встреч, обмена новостями и обсуждения различных идей. Растущая грамотность и широкое использование печатной машины увеличили распространение информации среди народа. Флит-стрит была центром рождающихся газет в течение столетия.
В XVIII веке в Лондоне активизировалась борьба с преступностью, в 1750 году была создана профессиональная полиция. Наказания были суровыми, смертная казнь полагалась даже за незначительные преступления. Одним из самых популярных в народе зрелищ было публичное повешение.

### XIX век
В XIX веке Лондон превратился в один из самых больших городов мира и столицу Британской империи. Численность населения выросла с 1 миллиона в 1800 году до 6,7 миллиона в конце века. В этот период Лондон стал мировой политической, финансовой и торговой столицей. С этой точки зрения, он был сильнейшим городом до середины века, пока Париж и Нью-Йорк не начали угрожать его могуществу.
В то время как город рос, а Великобритания богатела, Лондон XIX века был городом бедности, где миллионы людей жили в переполненных и антисанитарных трущобах. Жизнь бедноты показана Чарльзом Диккенсом в романе «Приключения Оливера Твиста».
В XIX веке в Лондоне появился железнодорожный транспорт. Сеть столичной железной дороги позволила развиваться пригороду. Хотя внешне это стимулировало развитие города, его рост приводил к разрыву классов, потому что богатые эмигрировали в пригород, оставляя жить бедноту в городских кварталах.
16 октября 1834 года в Лондоне случился ещё один пожар. Сгорела часть Вестминстерского дворца, но он был выстроен заново по неоготическому проекту Ч. Бэрри и О. У. Н. Пьюджина. От средневекового дворца уцелели Вестминстерский зал приёмов (1097) и башня Драгоценностей (построена для хранения казны Эдуарда III).
Первой железной дорогой, открытой в 1836 году, была линия от лондонского моста до Гринвича. Вскоре начали открываться линии, связывающие Лондон со всеми уголками Британии. Были построены такие вокзалы как Истонская железнодорожная станция (1837), Паддингтон (1838), Ватерлоо (1848), Кингс-Кросс (1850) и Сент-Панкрас (1863).
В 1840—1843 годах на ранее существовавшей Трафальгарской площади была установлена колонна Нельсона.
Процесс урбанизации затронул такие районы, как Излингтон, Паддингтон, Белгравия, Холборн, Финсбури, Саутуарк и Ламбет. В середине века, устаревшая система управления и проблемы города стали очень большими. В 1855 году был создан особый совет для решения этих проблем.
Одной из первых проблем, которые следовало решить, была лондонская санитария. В то время сточные воды сбрасывались прямо в Темзу. Это привело к великому зловонию в 1858 году.
Парламент дал согласие на сооружение огромной канализационной системы. Инженером-строителем новой системы был Джозеф Базэлджет. Это был один из самых больших проектов строительной инженерии в XIX веке. Под Лондоном было проложено более 2100 километров труб и туннелей, предназначенных для отвода сточных вод и снабжения населения питьевой водой. Когда строительство было завершено, число смертей в Лондоне быстро сократилось, и эпидемии холеры и других заболеваний прекратились. Эта система действует и в наши дни.
Одно из самых известных событий в Лондоне XIX века — всемирная выставка (1851). Проходившая в специально построенном хрустальном дворце выставка привлекла посетителей со всего мира. Выставка была настолько успешна, что после неё было построено ещё две лондонских достопримечательности — Альберт-холл и Музей Виктории и Альберта.
Столица огромной империи, Лондон привлекал иммигрантов из колоний и бедных частей Европы. Большая часть ирландских поселенцев переехала в Лондон во время викторианского периода. Множество из них переселилось во время голода в Ирландии (1845—1849). Ирландские эмигранты составляли около 20 % от всего населения Лондона. В городе образовались еврейские коммуны и маленькие общины китайцев и выходцев из Южной Азии.
В 1858 году появился один из самых знаменитых символов Лондона — Биг-Бен. Башня возведена по проекту английского архитектора Огастеса Пьюджина, башенные часы пущены в ход 31 мая 1859 года. Официальным наименованием до сентября 2012 года было «Часовая башня Вестминстерского дворца» (иногда именуемая как «Башня Св. Стефана»). Высота башни 96,3 метра (со шпилем); нижняя часть часового механизма располагается на высоте 55 м от земли. При диаметре циферблата в 7 метров и длине стрелок в 2,7 и 4,2 метра, часы долгое время считались самыми большими в мире.
Во второй половине XIX века из-за возросшей интенсивности конного и пешеходного движения в районе порта в Ист-Энд встал вопрос о строительстве новой переправы восточнее «Лондонского моста». В 1876 году был создан комитет для выработки решения по сложившейся проблеме. Был организован конкурс, на который было предоставлено свыше 50 проектов. Лишь в 1884 году был объявлен победитель и принято решение о строительстве моста по проекту члена жюри Г. Джонса. После его смерти в 1887 году строительство возглавил Джон Вольфе-Берри. Строительные работы начались 21 июня 1886 года и продолжались в течение 8 лет. 30 июня 1894 года Тауэрский мост был торжественно открыт Принцем Уэльским Эдуардом и его супругой принцессой Александрой.
В 1888 году были установлены границы Лондонского графства, управляемого советом лондонского графства. В 1900 году графство было разделено на 28 лондонских боро.

### XX век

#### От 1900 до второй мировой войны
Лондон вступил в XX век на вершине своего развития, как столица огромной империи, но ему предстояло решить множество проблем.
В первые десятилетия века лондонское население продолжает расти быстрыми темпами и общественный транспорт тоже расширялся. В Лондоне была построена большая трамвайная сеть. Первые автобусы начали работу в 1900 годах. Улучшались железные дороги и линии метро.
Во время первой мировой войны Лондон пережил первую бомбардировку немецким дирижаблем. Тогда погибло около 700 человек. Лондон испытал ещё много ужасов во время обеих мировых войн. Во время первой мировой войны произошёл мощный взрыв: на военном заводе взорвалось 50 тонн тринитротолуола. 73 человека погибло, 400 получили ранения.
В период между двумя войнами географические размеры Лондона росли быстрей, чем когда-либо. Предпочтение отдаётся пригороду, как правило, таунхаусам. Лондонцы отдают предпочтение более «сельской» местности вместо блокированной застройки. Этому способствовало не только расширение железнодорожных сетей, включая трамваи и метро, но и медленный рост числа владельцев автомобилей. Пригороды Лондона вышли за пределы Лондонского графства в соседние районы Эссекс, Хартфордшир, Кент, Мидлсекс и Суррей.
Как и вся страна, Лондон страдал от безработицы во время великой депрессии 1930 годов. В Ист-Энде процветали партии крайних правых и левых. Коммунистическая партия Великобритании (1920) получила места в парламенте, и британский союз фашистов приобрёл себе сторонников. Столкновения между правыми и левыми завершились после битвы на Кабельной улице в 1936 году.
Численность населения города достигла своего пика за всю его историю в 1939 году, когда составила 8.6 миллионов. Большое число еврейских эмигрантов, спасавшихся от преследований третьего рейха, переехало в Лондон в 1930-х годах.

#### Вторая мировая война
Во время второй мировой войны Лондону, как и многим другим британским городам, был нанесён значительный ущерб бомбардировавшими его Люфтваффе. Перед началом бомбардировки сотни тысяч детей были эвакуированы в сельскую местность. Люди укрывались от бомб в метро.
Самый тяжёлый период бомбардировок — Лондонский блиц. За период с 7 сентября 1940 года до 10 мая 1941 года Люфтваффе совершили 71 налёт на Лондон и сбросили более 18 000 тонн взрывчатки.
Один из налётов в декабре 1940 года, вызвал, как его называют, второй Великий лондонский пожар, уничтоживший многие исторические здания. Однако Собор Святого Павла остался невредимым; фотография собора, окутанного дымом, стала своеобразным символом войны.
Не сумев победить Англию, Гитлер переключил внимание на восточный фронт и регулярные бомбёжки прекратились. Они начались снова, но в меньшем масштабе с «маленького блица» в начале 1944 года. К концу войны, в 1944—1945 годы Лондон снова попал под сильные атаки беспилотных Фау-1 и Фау-2, отправляемых из оккупированной нацистами Европы. Эти атаки закончились, только когда пусковые площадки были захвачены союзниками Великобритании.
Лондон потерпел огромный ущерб, особенно пострадали области в районе порта. К концу войны, несколько менее 30 000 лондонцев погибло во время бомбёжек, более 50 000 было серьёзно ранено. Десятки тысяч зданий были разрушены, тысячи людей осталось без крова.

#### 1945—2000
Через три года после войны на стадионе Уэмбли прошли Летние Олимпийские игры 1948, первые олимпийские игры после войны. Лондон восстанавливался после военных лет.
В первые послевоенные годы жилье было серьёзной проблемой в Лондоне, в связи с большим количеством домов, разрушенных во время войны. Ответом властей на нехватку жилья стало строительство многоквартирных домов. В 1950-х и 1960-х годах панорама Лондона резко изменилась из-за их постройки. Впоследствии эти дома стали очень непопулярными.
В XIX — первой половине XX века лондонцы использовали ископаемый уголь для отопления домов, из-за чего производилось много дыма. В сочетании с климатическими условиями из-за этого часто возникает характерный смог, и Лондон часто называли «London Fog» или «Pea Soupers». В 1952 году это завершилось катастрофическим великим смогом 1952 года, продолжавшимся 4 дня и убившим 4000 человек.
Начиная с середины 1960-х годов, отчасти как результат успеха рок-групп The Beatles, The Rolling Stones и других популярных британских музыкантов, Лондон стал мировым центром молодёжных культур. Большую известность приобрело такое явление как свингующий Лондон, сделавший Карнаби-стрит нарицательным именем для молодёжи по всему миру. Роль Лондона как законодателя моды для молодёжи была возрождена в 1980-х годах во время Новой волны и панк-рока.
С 1950-х годов Лондон стал домом для большого числа иммигрантов, в основном из стран содружества наций, таких как Ямайка, Индия, Бангладеш, Пакистан. Это резко изменило Лондон, сделав его одним из самых многонациональных городов Европы. Однако, поток новых иммигрантов не всегда легко контролировался. Часто расовая напряжённость переходила в беспорядки.
С самого начала «конфликта в Северной Ирландии» с начала 1970-х годов до середины 1990-х годов, Лондон часто подвергался террористическим атакам со стороны временной ирландской республиканской армии.
В 1965 году старое Лондонское графство (которое, к тому времени, не охватывало многие районы города) и совет Лондонского графства были упразднены, и был принят новый, охватывающий гораздо большую площадь Большой Лондон, управляемый советом Большого Лондона. Также были приняты 32 новых районов Лондона.
Население Лондона неуклонно снижалось в течение десятилетий после Второй мировой войны, по оценкам, от пика 8,6 млн в 1939 году до 6,8 миллионов в 1980-х годах. Однако, оно начало вновь расти в конце 1980 года.
Закрепившийся статус Лондона как крупного порта уменьшился в послевоенные десятилетия, поскольку старый Доклендс не смог вмещать большие контейнеровозы. Основными портами в Лондоне стали порты в Феликствове и Тилбури. Область доков была в большей степени заброшенна в 1980-х годах, но была перестроена с середины 1980-х в зону квартир и офисов.

### XXI век
На рубеже XXI века, в Лондоне был построен Купол тысячелетия в Гринвиче, оказавшийся раскритикованным. Он не был популярным у жителей Лондона. Другие проекты, ознаменовавшие конец тысячелетия, оказались более удачливыми. Одним из них являлось одно из крупнейших колёс обозрения Лондонский глаз, которое строилось как временное сооружение, но со временем стало неотъемлемой частью города.
План Лондона, опубликованный мэром Лондона в 2004 году, предполагал что население вырастет до 8.1 миллиона к 2016 году и продолжит расти в дальнейшем. Это нашло отражение в переходе к более плотному типу городской застройки, увеличению числа высотных зданий и усовершенствованию системы общественного транспорта.
6 июля 2005 года Лондон выиграл заявку на проведение в 2012 году Олимпийских и Паралимпийских игр. Однако, торжества были прерваны на следующий день, когда, 7 июля 2005 года, Лондон потрясла серия террористических атак. Погибло более чем 50 человек и 750 пострадало из-за трёх взрывов в лондонском метро. Также был взорван один автобус около вокзала Кинг-кросс.
В 2012 году олимпиада всё равно состоялась.